# Víctor Alexis
Víctor Alexis fue un pintor y litógrafo francés.

## Biografía
Natural de Francia, en la década de 1820 se trasladó desde el país galo a Roma. Admirador de las pinturas de interiores de Grasset, y especialmente de su Coro de capuchinos, decidió dedicarse a este género; contó, para ello, con los consejos de ese maestro y también con la ayuda de su condiscípulo Clarian. También lo protegió el escultor español José Álvarez Cubero, quien lo trajo consigo de vuelta a Madrid.
En la capital española pintó numerosas vistas de sitios reales y otros cuadros para particulares, y dibujó también en litografía un País de la antigua Roma y otro con viajeros y cazadores, publicados ambos en la colección litográfica dirigida por José Madrazo.
Pasado un tiempo se mudó a San Petersburgo, donde falleció entre los años 1836 y 1840.